# Embernagra
Embernagra – rodzaj ptaków z rodziny tanagrowatych (Thraupidae).

## Występowanie
Rodzaj obejmuje gatunki występujące w Ameryce Południowej.

## Morfologia
Długość ciała 20,5–23 cm, masa ciała 45–47 g.

## Systematyka

### Etymologia
Rodzaj Emberiza Linnaeus, 1758; rodzaj Tanagra Linnaeus, 1764.

### Gatunek typowy
Tanagra dumetorum Lesson = Emberiza platensis Gmelin

### Podział systematyczny
Do rodzaju należą następujące gatunki:
- Embernagra platensis (J.F. Gmelin, 1789) – pampasówka szarolica
- Embernagra longicauda Strickland, 1844 – pampasówka szarogłowa